# Opsada Zadra (998.)
Opsada Zadra bila je oružani sukob između postrojbi grada Zadra i vojske pod zapovjedništvom cara Samuila, koji se zbio 998. godine. Samuilo je krajem 10. stoljeća zavladao prostranim područjem, koje je uključivalo teritorij današnje Sjeverne Makedonije i današnje Bugarske stvorivši državu koja se prostiralo od Jadranskog do Crnog mora, tj. na području nekadašnjeg Bugarskog Carstva, ali ju je proširio i na teritorij Makedonije, Albanije, Raške, Travunije, Zahumlja, Duklje i Srijema. Pozivao se na tradiciju Simeonova Bugarskog Carstva, ali je glavni grad premjestio zapadno u Ohridom, daleko od nekadašnjeg bugarskog središta. Zbog specifičnosti njegove države te činjenice da i Makedonci i Bugari smatraju Samuila svojim carem, povjesničari njegovu državu nazivaju s više naziva, Bugarsko (Zapadnobugarsko) Carstvo, Makedonsko Carstvo ili jednostavno Samuilovo Carstvo. Opsadu Zadra Samuilo je poduzeo u sklopu svojih vojnih pohoda, poglavito protiv Bizantskog Carstva, ali i Ugarske (u Srijemu) i Kijevske Rusi (u istočnom Podunavlju), čiji je saveznik u ono doba bilo i Hrvatsko Kraljevstvo. Stoga se Samuilov pohod do Zadra smatra dijelom Trećeg hrvatsko-bugarskog rata. Zadrani su na kraju odoljeli napadima opsjedatelja i primorali Samuilove trupe na odustajanje od opsade i povlačenje natrag na istok, otkuda su i došli.

## Povijesna pozadina
Konac 10. stoljeća na području jugoistočne Europe obilježen je burnim događajima, koji su znatno utjecali na političke prilike i imali dugoročne posljedice. Godine 997. (po nekim povjesničarima godinu dana ranije) umro je hrvatski kralj Stjepan Držislav iz dinastije Trpimirovića, koji je bio u savezničkim odnosima s Bizantskim Carstvom i upravljao bizantskom Temom Dalmacijom, te je nosio naslov kralja Hrvatske i Dalmacije. Na prijestolju ga je naslijedio najstariji sin Svetoslav Suronja, koji nije, prema uvriježenom starom običaju, podijelio vlast sa svojom braćom, nego je preuzeo svu vlast za sebe.
Protiv kralja Svetoslava su se pobunila njegova mlađa braća, Krešimir i Gojslav, tražeći svoje pravo na sudjelovanje u vlasti, uobičajeno za kraljevske sinove u ono vrijeme. Došlo je do dinastičke krize, u kojoj je svoju priliku vidjela i namjeravala iskoristiti jaka pomorska sila Mletačka Republika. Dužd Petar II. Orseolo prestao je plaćati danak za prolaz mletačkih brodova hrvatskim dijelom Jadrana te, uz suglasnost Bizanta, formirao ratnu flotu i krenuo s njom u preuzimanje priobalnih i otočnih gradova, koji su bili dijelovi bizantske Teme Dalmacije i u kojima je živjelo mješovito žiteljstvo, među kojima je najznačajniji bio Zadar. Neki su gradovi, nezadovoljni odnosom hrvatske vlasti prema njima i plaćanjem poreza, mirno prihvatili mletačku upravu, dok su se drugi oduprijeli, izazvavši time Mlečane da upotrijebe vojnu silu. Zbog dinastičke krize u Hrvatskoj, dalmatinskim gradovima koji su pružali otpor Mlečanima nije mogla stići pomoć kralja Svetoslava, tako da je godine 1000. najveći dio gradova potpao pod vlast Venecije.
Pobunjena braća Krešimir i Gojslav obratili su se za pomoć Samuilu, vladaru Zapadnobugarskog Carstva, koji se netom prije (997. godine) proglasio carem, nakon što je u bizantskom zatočeništvu umro njegov prethodnik, bugarski car Roman. Samuilo se odazvao pozivu hrvatskih kraljevića i sa svojom vojskom krenuo na sjeverozapad prema Hrvatskoj, pustošeći pritom područja priobalnih bizantskih dalmatinskih gradova (od Ulcinja, preko Kotora do Splita i Trogira), te, nakon ulaska u Hrvatsku, potiskujući Svetoslavove snage.  

## Opsada
Godine 998. Samuilova vojska dospjela je do zidina utvrđenog grada Zadra i započela opsadu. Točan datum, odnosno vrijeme opsade, nisu poznati. Nema podataka ni o tome da li se u to doba u Zadru nalazio i kralj Svetoslav, kao ni o detaljima opsade. Tijek opsade, odnosno njezin ishod, pokazao je da su čvrste zidine Zadra i njegovi branitelji odoljeli napadima opsjedatelja, prisilivši ih da odustanu od daljnih napada na opkoljeni grad. Samuilo je zatim poveo svoju vojsku u smjeru zadarskog zaleđa i dalje preko bosanskih planina natrag u domovinu. Time je završio oružani sukob koji se smatra Trećim hrvatsko-bugarskim ratom, a Samuilu su predstojale brojne bitke protiv Bizantinaca.

## Događaji u razdoblju nakon opsade
Teritorij Hrvatskog Kraljevstva kojeg su osvojile Samuilove snage preuzeli su kraljevići Krešimir i Gojslav, koji su ubrzo, najvjerojatnije 1000. godine (možda i ranije), na kraju dinastičkog rata porazili kralja Svetoslava i preuzeli vlast. Oni su postali bugarski saveznici, a Svetoslav, kao bizantski i mletački saveznik, napustio je Hrvatsku i našao utočište u Veneciji. Postoje izvori da je prije toga Svetoslav dočekao mletačku flotu na čelu s duždem Orseolom, koja je uplovila u Trogir, i sklopio s njim savez.
Nakon što se obranio od Samuilovog napada, Zadar je 1000. godine izgubio autonomiju i potpao pod vlast Mlečana. Nje se oslobodio nešto kasnije, ali su ga potonji opet zauzeli 1050. godine. Samuilo carstvo je, s druge strane, poslije niza bitaka, poraženo od Bizantskog Carstva, a najteži poraz je doživjelo u bitki na Belasici 1014. godine. Konačan pad dogodio se 1018. godine, kad je, nakon više od 40 godina ratovanja, kada su konačno uništeni i posljednji ostaci Samuilova Carstva. U to su vrijeme i hrvatski kraljevi Krešimir i Gojslav uspostavili dobre odnose s vladarom u Konstantinopolu. 

## Vanjske poveznice
- Samuilova provala u Hrvatsku sve do Zadra
- Makedonski car Samuilo napao Hrvatsku da bi pomogao svojim saveznicima
- Samuilova država, osim s Hrvatima i Bizantincima, ratovala i s Kijevskim Rusima u Podunavlju i s Ugrima u Srijemu  Arhivirana inačica izvorne stranice od 4. rujna 2018. (Wayback Machine)
- Kritički osvrt na Samuilov napad na Zadar
- Tijekom dinastičke krize kralj Svetoslav sklonio se u Trogir i s duždem Orseolom sklopio savez
- Zadar je izgubio autonomiju 1000. godine, kada su ga zauzeli Mlečani